# 지구 대 비행접시
지구 대 비행접시(Earth Vs. The Flying Saucers)는 미국에서 제작된 프레드 F. 시어스 감독의 1956년 판타지, 공포, SF 영화이다. 휴 말로우 등이 주연으로 출연하였고 찰스 H. 슈니어 등이 제작에 참여하였다.

## 출연

### 주연
- 휴 말로우
- 조안 테일러

### 조연
- 도널드 커티스
- 모리스 안크럼
- 존 자렘바
- 토머스 브라운 헨리
- 그랜든 로즈
- 래리 J. 블레이크

## 제작진
- 세트: 시드니 클리포드